# Букоцветни
Букоцветните (Fagales) са разред покритосеменни растения.

## Семейства
Според съвременните класификации разредът включва следните семейства:
- Betulaceae – Брезови
- Casuarinaceae
- Fagaceae – Букови
- Juglandaceae – Орехови
- Myricaceae
- Nothofagaceae
- Rhoipteleaceae
- Ticodendraceae